# Peperomia erythrostachya
Peperomia erythrostachya är en pepparväxtart som beskrevs av William Trelease. Peperomia erythrostachya ingår i släktet peperomior, och familjen pepparväxter. Inga underarter finns listade i Catalogue of Life.